# Smash Mouth (album)
Smash Mouth est le troisième album du groupe californien Smash Mouth sorti fin novembre 2001.

## Genèse
Cet album marque l'arrivée d'un nouveau batteur, Michael Urbano. La sortie du disque a été retardée de quelques mois en raison de la mort du fils du chanteur Steve Harwell, Scott Presley Harwell.

## Listes des titres
1. Holiday in My Head
2. Your Man
3. Pacific Coast Party
4. She Turn Me On
5. Sister Psychic
6. Out of Sight
7. Force Field
8. Shoes 'n Hats
9. Hold You High
10. The in Set
11. Disenchanted
12. Keep It Down
13. I'm a Believer

## Le groupe
- Steve Harwell, chanteur
- Paul De Lisle, basse, chœurs
- Greg Camp, guitares, chœurs
- Michael Urbano, batterie, percussions